# Албштат
Албштат (њем. Albstadt) град је у њемачкој савезној држави Баден-Виртемберг. Једно је од 25 општинских средишта округа Цолерналб. Према процјени из 2010. у граду је живјело 45.565 становника. Посједује регионалну шифру (AGS) 8417079.

## Географија
Албштат се налази у савезној држави Баден-Виртемберг у округу Цолерналб. Град се налази на надморској висини од 614-966 метара. Површина општине износи 134,4 km².

## Становништво
У самом граду је, према процјени из 2010. године, живјело 45.565 становника. Просјечна густина становништва износи 339 становника/km².

## Међународна сарадња
| Мјесто  | Држава    | Врста сарадње | Од    |
| ------- | --------- | ------------- | ----- |
| Шамбери | Француска | партнерство   | 1979. |
| Извор   |           |               |       |